# Эндрюс, Дэвид (актёр)
Дэ́вид Э́ндрюс (англ. David Andrews; род. 2 ноября 1952, Батон-Руж) — американский актёр кино и телевидения. Наиболее известные роли: астронавт Пит Конрад в драматическом фильме «Аполлон-13» (1995), военный-генерал и отец главной героини Роберт Брюстер в блокбастере «Терминатор 3: Восстание машин» (2003) и политик Скутер Либби в фильме «Игра без правил» (2010).
Также Эндрюс играл главные роли в культовом приключенческом боевике «Черри-2000» (1987) и в фильме ужасов «Ночная смена» (1990), являющемся экранизацией произведения Стивена Кинга.

## Биография
Дэвид Эндрюс родился 2 ноября 1952 года в городе Батон-Руж, штат Луизиана, где также прошло его детство. После окончания школы поступил в университет штата Луизиана. В конце семидесятых годов окончил школу права при Стэнфордском университете.

## Фильмография
| Год       |   | Русское название                   | Оригинальное название                      | Роль                                  |
| --------- | - | ---------------------------------- | ------------------------------------------ | ------------------------------------- |
| 1984      | ф | Кошмар на улице Вязов              | A Nightmare on Elm Street                  | старший рабочий                       |
| 1986      | с | Закон Лос-Анджелеса                | L.A. Law                                   | мистер Симмонс                        |
| 1987      | ф | Черри-2000                         | Cherry 2000                                | Сэм Тредвелл                          |
| 1989      | с | Полиция Майами. Отдел нравов       | Miami Vice                                 | Джек Крокетт                          |
| 1990      | ф | Ночная смена                       | Graveyard Shift                            | Джон Холл                             |
| 1994      | ф | Уайетт Эрп                         | Wyatt Earp                                 | Джеймс Эрп                            |
| 1995      | ф | Аполлон-13                         | Apollo 13                                  | Чарльз «Пит» Конрад                   |
| 1998      | ф | Бойцовский клуб                    | Fight Club                                 | Томас                                 |
| 1998      | с | С Земли на Луну                    | From the Earth to the Moon                 | космонавт Фрэнк Борман                |
| 2000      | с | Прикосновение ангела               | Touched by an Angel                        | Джим Салливан                         |
| 2000      | с | Бухта Доусона                      | Dawson's Creek                             | Гас Вейнер                            |
| 2001      | ф | Ганнибал                           | Hannibal                                   | агент ФБР Пирсолл                     |
| 2002      | ф | Спеши любить                       | A Walk to Remember                         | мистер Келли                          |
| 2003      | ф | Терминатор 3: Восстание машин      | Terminator 3: Rise of the Machines         | генерал Роберт Брюстер                |
| 2004—2005 | с | Военно-юридическая служба          | JAG                                        | генерал-майор Гордон «Бифф» Крессвелл |
| 2005      | ф | Стелс                              | Stealth                                    | Рэй                                   |
| 2007      | с | Ищейка                             | The Closer                                 | Дональд Бакстер-младший               |
| 2009      | с | Говорящая с призраками             | Ghost Whisperer                            | доктор Альберт Глассман               |
| 2010      | ф | Дорогой Джон                       | Dear John                                  | мистер Кёртис                         |
| 2010      | ф | Игра без правил                    | Fair Game                                  | Скутер Либби                          |
| 2010      | ф | Заговорщица                        | The Conspirator                            | отец Уолтер                           |
| 2011      | с | Обмани меня                        | Lie to Me                                  | доктор Стэнли Хитон                   |
| 2012—2013 | с | Правосудие                         | Justified                                  | шериф Тиллман Напьер                  |
| 2013      | ф | Война миров Z                      | World War Z                                | офицер военно-морского флота          |
| 2014      | ф | Джезабель                          | Jessabelle                                 | Леон Лорент                           |
| 2015      | с | Касл                               | Castle                                     | Карл Шелтон                           |
| 2015      | с | Скандал                            | Scandal                                    | Джордж Рид                            |
| 2015      | с | Морская полиция: Спецотдел         | NCIS: Naval Criminal Investigative Service | министр обороны США Эррол Койн        |
| 2016      | с | Убийство первой степени            | Murder in the First                        | генеральный прокурор Алан Уолтерс     |
| 2017      | с | Как избежать наказания за убийство | How to Get Away With Murder                | Хью Мёрфи                             |
| 2019—2021 | с | Королева Юга                       | Queen of the South                         | судья Сесил Лафайетт                  |